# Скол
 Тази статия е за персонажа от скандинавската митология.  За спътника на Сатурн със същото име вижте S/2006 S 8.  
Скол, Скьол (Sköll; на нордически „предателство, коварство“) е името на чудовищен вълк в скандинавската митология, който преследва конете Арвак и Алсвид, теглещи колесницата на слънцето (Сол). Неговият брат – вълкът Хати – преследва от своя страна луната (Мани). Според мита те ще успеят да настигнат и погълнат небесните светила когато настъпи Рагнарьок – краят на света според скандинавската митология.